# Bettakote Amanikere, Devanahalli
Bettakote Amanikere là một làng thuộc tehsil Devanahalli, huyện Bangalore Rural, bang Karnataka, Ấn Độ.